# ويلي مكي
ويلي مكي (11 سبتمبر 1980 - 29 أبريل 2021) شاعر وكاتب فنزويلي.

## السيرة الشخصية
كان ويلي ابن مدرس ومشغل لمترو كاراكاس. عندما تخرج من المدرسة الثانوية أمضى بضعة أشهر في معهد كاثوليكي لإثبات مهنته الدينية، وعندما تخلى عن منصبه قرر أن يدرس شهادة في الآداب من الجامعة المركزية في فنزويلا، حيث تخرج في عام 2007.
في أبريل 2021 تم تقديم عدة شكاوى ضده من الاعتداء الجنسي. أصدر ويلي بيانًا أقر فيه بالادعاءات وأعلن أنه سينسحب من جميع مشاريعه الشخصية، بما في ذلك تعاونه في برودافينشي. في 28 أبريل أعلنت الوزارة العامة الفنزويلية أنها ستفتح تحقيقًا ضد ويلي في مزاعم الاعتداء الجنسي، جنبًا إلى جنب مع الموسيقيين أليخاندرو سوجو وتوني مايستراتشي. في 29 أبريل قتل مكي نفسه في بوينس آيرس الأرجنتين، حيث قفز من الطابق التاسع من المبنى.
ترك ثلاثة مشاريع شعرية غير منشورة: سانتو ، يوروبا الغربية وملحمة رباعية اللون.